# Valentin Gondouin
Valentin Gondouin (* 4. März 1999 in Flers) ist ein französischer Leichtathlet, der sich auf den Langstreckenlauf spezialisiert hat.

## Sportliche Laufbahn
Erste internationale Erfahrungen sammelte Valentin Gondouin im Jahr 2021, als er bei den U23-Europameisterschaften in Tallinn in 29:24,40 min die Bronzemedaille im 10.000-Meter-Lauf hinter dem Spanier Eduardo Menacho und seinem Landsmann Florian Le Pallec gewann und über 5000 Meter in 14:03,46 min den neunten Platz belegte. Im Dezember gelangte er bei den Crosslauf-Europameisterschaften in Dublin nach 24:55 min auf den zehnten Platz im U23-Rennen und gewann in der Teamwertung die Bronzemedaille hinter den Teams aus Irland und dem Vereinigten Königreich. Im Jahr darauf wurde er bei den Crosslauf-Europameisterschaften 2022 in Turin nach 30:36 min 20. im Einzelbewerb und bei den Straßenlauf-Weltmeisterschaften 2023 in Riga landete er nach 1:01:27 h auf dem 23. Platz im Halbmarathon. 2024 belegte er bei den Europameisterschaften in Rom in 28:11,86 min den zehnten Platz über 10.000 Meter und im Dezember gelangte er bei den Crosslauf-Europameisterschaften in Antalya nach 22:49 min auf dem zwölften Platz im Einzelbewerb. Im Jahr darauf gewann er bei den erstmals ausgetragenen Straßenlauf-Europameisterschaften 2025 in Löwen in 1:01:54 h die Bronzemedaille im Halbmarathon hinter seinem Landsmann Jimmy Gressier und Awet Nftalem Kibrab aus Norwegen. Zudem sicherte er sich in der Teamwertung die Goldmedaille. 

## Persönliche Bestzeiten
- 3000 Meter: 7:50,28 min, 16. Juli 2024 in Luzern
  - 3000 Meter (Halle): 7:50,74 min, 7. Februar 2024 in Mondeville
- 5000 Meter: 13:14,79 min, 6. Juli 2024 in Maisons-Laffitte
- 10.000 Meter: 27:41,37 min, 18. Mai 2024 in London
- 5-km-Straßenlauf: 13:25 min, 1. Oktober 2023 in Riga
- 10-km-Straßenlauf: 27:23 min, 16. März 2025 in Lille
- Halbmarathon: 1:00:17 h, 26. Januar 2025 in Sevilla